# Мебельный стиль
Ме́бельный стиль — совокупность предметов мебели. — Изготовление предметов интерьера из разных сортов дерева, относящихся к определённой народности, религии, культуре, эпохе времени или к другим направлениям. В Европе например, так же как и в архитектурном стиле, мебель имеет прямое отношение к ампиру, барокко, готике и т.д., а также облачению — ренессансом в эпоху Возрождения.

## Происхождение и развитие
Происхождение и развитие мебельных стилей зависит от различных факторов:
- идеологические
- эстетические взгляды
- материалы
- техника изготовления мебели
- уровень развития производства
- бытовые запросы
- сложившиеся формы

## Стили мебели
- Первобытная эпоха
- Египет
- Месопотамия
- Индия
- Китай
- Древняя Греция
- Этрурия
- Древний Рим
- Византийский стиль
- Ислам
- Романский стиль
- Готический стиль (XII-XV вв)

В мебели проявляется копирование церковной архитектуры: стрелы, башенки, поперечные ребристые элементы.
- Возрождение
- Барокко(конец XVI-первая половина XVIII в.)

Причудливый стиль, богатый позолотой и инкрустацией. Мебель обивается декоративными тканями и украшается бахромой.
- Стиль регентства
- Рококо
- Классицизм
- Стиль директории
- Ампир (вторая половина XVIII — начало XIX вв.)

Используются античные мотивы — массивная мебель с полированными поверхностями, декоративными накладными бронзовыми рельефами, деталями в виде карнизов, колонн, львиных лап. 
Изготовлена из красного дерева.
- Историзм
- Эклектика
- Модерн (конец XIX — начало ХХ вв)

Сложная система линейного орнамента, в основу которого были положены мотивы сильно стилизованных цветов.
- Кантри (деревенский стиль)

Мебель, стилизованная под мебель загородного дома
- Функционализм (нач. ХХ вв)

Интерьер строится по принципу функциональности, мебель имеет ясные законченные формы, к примеру, кресло может повторять линии рук и спины сидящего.
- Минимализм (XX в)

Прямолинейность, простота, отсутствие узоров, рисунков, аксессуаров.
- Поп-арт (50-60-е годы)

Яркий пластик, обтекаемые формы.	
Материалы мебели — стекло, металл, пластик, натуральное дерево, полное отсутствие декора.
- Этника

Использование форм и мотивов, присущих какой-то определенной стране.